# ムイーヌッディーン・チシュティー

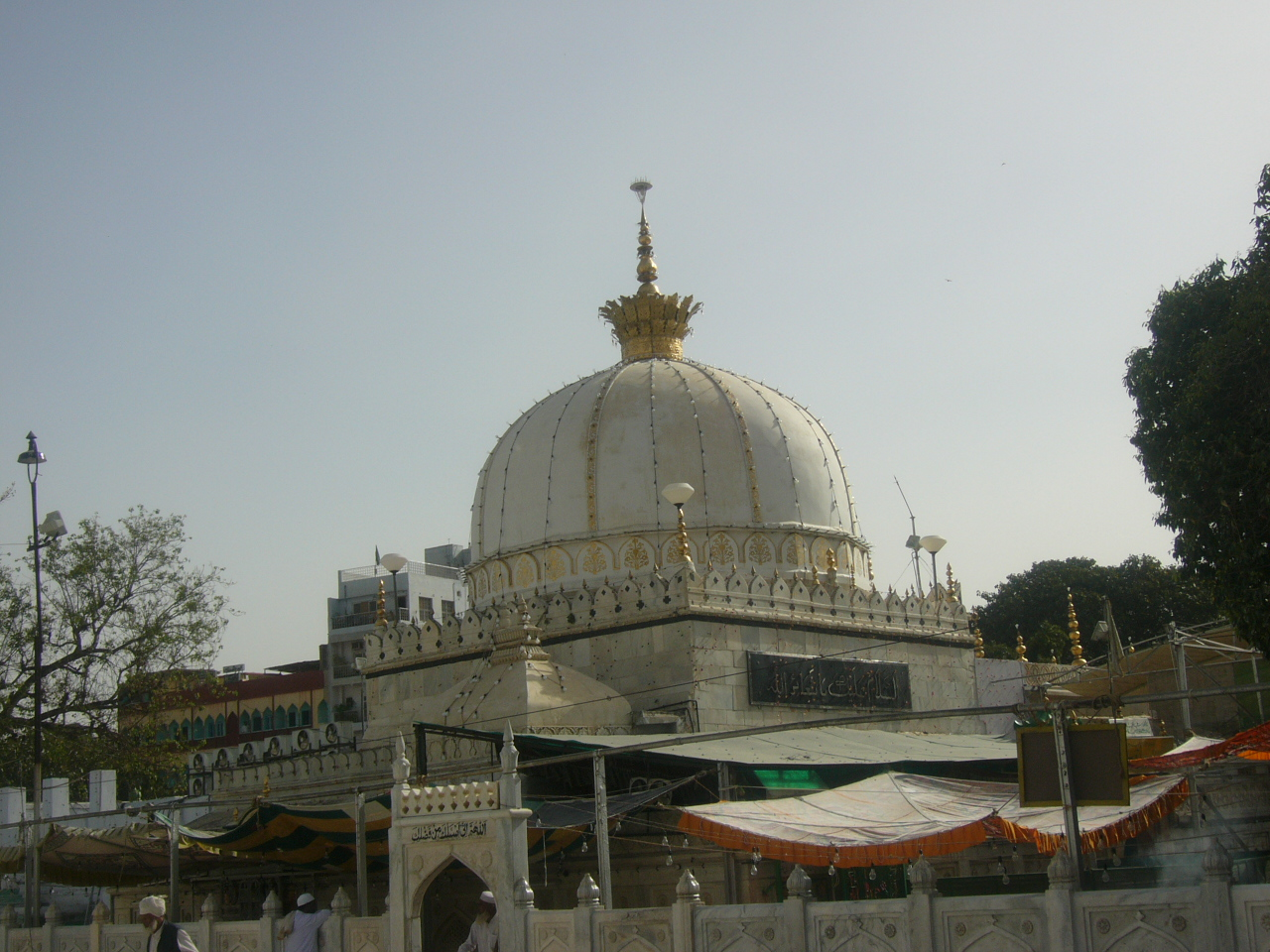
ムイーヌッディーン・チシュティー廟

ムイーヌッディーン・チシュティー（Muinuddin Chishti, 1141年 - 1236年）は、北インドのスーフィー聖者。ガリーブ・ナワーズ（Gharīb Nawāz）とも呼ばれる。
チシュティー教団の最も有名な聖者でもある。クトゥブッディーン・バフティヤール・カーキー、ニザームッディーン・アウリヤーなどと並ぶスーフィーの聖者でもある。